# Bruno Cirillo
Bruno Cirillo (Castellammare di Stabia, 21 marzo 1977) è un procuratore sportivo ed ex calciatore italiano, di ruolo difensore.

## Carriera

### Club

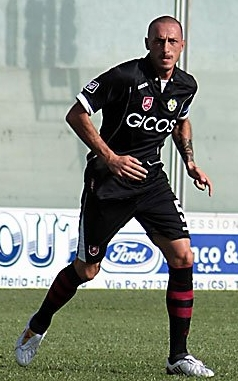
Bruno Cirillo alla Reggina.

Inizia la carriera nella scuola calcio di Torre Annunziata, la Torre Annunziata 88. Successivamente passa alla Reggina, dove fa una sola presenza in prima squadra nella stagione 1994-1995, per poi passare in prestito al Atletico Tricase, in Serie C2, nel 1996. Dopo due anni nella squadra salentina (54 presenze e 4 gol), torna alla Reggina; dopo un campionato da riserva in B esordisce in Serie A il 29 agosto 1999 in Juventus-Reggina (1-1) e segna il primo gol in Serie A il 19 marzo 2000 all'Olimpico di Roma contro la Roma, bissando il successo degli Amaranto sullo 0-2 finale, andando, però, ad esultare sotto la Curva Sud, quella dei tifosi romanisti (spiegò successivamente che non fu un gesto provocatorio).
In Calabria colleziona 48 presenze e 2 gol e attira l'attenzione dell'Inter, che lo acquista nell'estate 2000. Con i nerazzurri gioca 17 partite di campionato e 7 di Coppa UEFA nella stagione 2000-2001. Nell'annata successiva è al Lecce (18 partite e 3 gol in Serie A), nel 2002-2003 ancora alla Reggina (10 presenze in Serie A) e, da gennaio 2003, nuovamente al Lecce (14 presenze e un gol in Serie B). Nel 2003-2004 al Siena, dove rimane anche nella stagione 2004-2005 (in totale colleziona 54 presenze in massima serie con la compagine toscana).
In occasione della partita Inter-Siena del 1º febbraio 2004, valida per il campionato di Serie A 2003-2004 e terminata 4-0 per i nerazzurri, fu protagonista di un acceso diverbio con Marco Materazzi, il quale finì per sferrargli un pugno lesionandogli in maniera accentuata le labbra e uno zigomo. Lo stesso Cirillo denunciò l'accaduto in diretta televisiva poco dopo la partita. Qualche giorno più tardi, presso la sede de La Gazzetta dello Sport, avvenne una cerimonia di riconciliazione tra i due calciatori.
Il 13 luglio 2005 è acquistato dall'AEK Atene, club greco con cui è sceso in campo anche in Coppa UEFA e in Champions League, competizione in cui si mette in evidenza nella stagione 2006-2007 grazie ad un gol di rovesciata segnato negli ultimi minuti di Anderlecht-AEK Atene, che avrebbe consentito ai greci la qualificazione agli ottavi se il Lilla non avesse vinto a San Siro contro il già qualificato Milan per 0-2. Qui gioca con una vecchia conoscenza del campionato italiano, Traïanos Dellas.
Il 4 luglio del 2007 passa al Levante, squadra di prima divisione spagnola. Il 9 gennaio 2008 ritorna alla sua società madre, la Reggina, con la formula del prestito. Il 29 luglio 2008 viene acquistato dalla Reggina a titolo definitivo. Il 9 giugno 2009 rescinde il contratto con la società amaranto. Tre giorni dopo, il 12 giugno 2009, torna in Grecia firmando un contratto biennale per il PAOK.

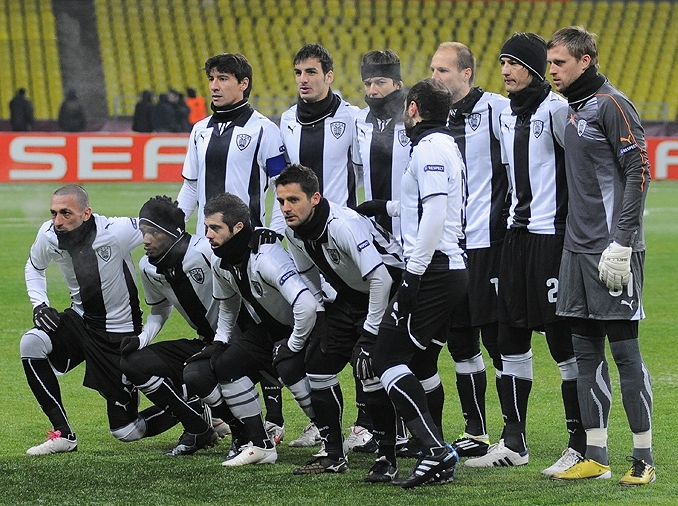
Cirillo (il primo accovacciato) con la maglia del.

Come presidenti ritrova due vecchie conoscenze del campionato italiano Theodōros Zagorakīs e Zizis Vryzas, qui diventa uno dei punti di forza per la difesa del club ellenico e nell'ultima gara di campionato segna il suo primo goal con la maglia del PAOK raggiungendo un ottimo terzo posto alle spalle di Panathinaikos dell'ex interista Giōrgos Karagkounīs e Olympiakos di Enzo Maresca. Con il PAOK raggiunge i sedicesimi di finale dell'UEFA Europa League 2011-12 persi contro l'Udinese.
Il 18 marzo 2012 segna la rete del pareggio contro il Panaitolikos, squadra del bomber greco Angelos Charisteas che ha come portiere l'italiano Luigi Cennamo. Il 23 agosto 2012 firma per i ciprioti dell'Alki Larnaca, squadra che milita nella massima serie di Cipro. Il 28 gennaio 2013 viene ingaggiato dal club francese del Metz, che milita nel Championnat National, la terza serie calcistica francese. Con il club lorenese riesce a centrare la promozione in Ligue 2.
Il 26 agosto 2013 l'AEK Atene annuncia l'ingaggio di Cirillo, che fa così ritorno nella squadra dove aveva già giocato tra il 2005 e il 2007. Il 21 agosto 2014 viene tesserato dal Pune City - insieme al connazionale Emanuele Belardi - allenato dal tecnico Franco Colomba. Esordisce nella Indian Super League il 14 ottobre contro il Delhi Dynamos. In assenza di Trezeguet ha guidato la squadra con la fascia da capitano al braccio.
(Bruno Cirillo, alla presentazione in conferenza stampa.)
Terminata l'esperienza in India, il 3 gennaio 2015 torna alla Reggina insieme a Belardi, in Lega Pro. Il 30 maggio riesce ad ottenere la salvezza nel Derby dello Stretto contro il Messina ai play-out. Tuttavia il 14 luglio lascia la squadra, fallita per gravi inadempienze finanziarie.
Il 22 settembre 2015 annuncia il proprio addio al calcio giocato

### Nazionale
Ha preso parte con la Nazionale Under-21 all'Europeo di categoria del 2000, vinto in finale dall'Italia contro la Repubblica Ceca. Nello stesso anno ha preso parte alle Olimpiadi nel 2000 a Sydney.

### Dopo il ritiro
Nel 2016 consegue il patentino base per poter allenare. Tuttavia intraprende la carriera da procuratore  collaborando al 2024 con la G.E.V. SPORT&MANAGEMENT, agenzia del procuratore Vincenzo Pisacane.

## Statistiche

### Presenze e reti nei club
Statistiche aggiornate al 30 maggio 2015.
| Stagione              | Squadra               | Campionato            | Campionato | Campionato | Coppe nazionali | Coppe nazionali | Coppe nazionali | Coppe continentali | Coppe continentali | Coppe continentali | Altre coppe | Altre coppe | Altre coppe | Totale | Totale |
| Stagione              | Squadra               | Comp                  | Pres       | Reti       | Comp            | Pres            | Reti            | Comp               | Pres               | Reti               | Comp        | Pres        | Reti        | Pres   | Reti   |
| --------------------- | --------------------- | --------------------- | ---------- | ---------- | --------------- | --------------- | --------------- | ------------------ | ------------------ | ------------------ | ----------- | ----------- | ----------- | ------ | ------ |
| 1994-1995             | Reggina               | C1                    | 1          | 0          | CI+CI-C         | 0               | 0               | -                  | -                  | -                  | -           | -           | -           | 1      | 0      |
| 1995-1996             | Reggina               | B                     | 0          | 0          | CI              | 0               | 0               | -                  | -                  | -                  | -           | -           | -           | 0      | 0      |
| 1996-1997             | Atletico Tricase      | CND                   | 24         | 1          | -               | -               | -               | -                  | -                  | -                  | -           | -           | -           | 24     | 1      |
| 1997-1998             | Atletico Tricase      | C2                    | 30         | 3          | CI-C            | 0               | 0               | -                  | -                  | -                  | -           | -           | -           | 30     | 3      |
| Totale Tricase        | Totale Tricase        | Totale Tricase        | 54         | 4          |                 | 0               | 0               |                    | -                  | -                  |             | -           | -           | 54     | 4      |
| 1998-1999             | Reggina               | B                     | 16         | 0          | CI              | 2               | 0               | -                  | -                  | -                  | -           | -           | -           | 18     | 0      |
| 1999-2000             | Reggina               | A                     | 32         | 2          | CI              | 4               | 0               | -                  | -                  | -                  | -           | -           | -           | 36     | 2      |
| 2000-2001             | Inter                 | A                     | 17         | 0          | CI              | 2               | 0               | CU                 | 7                  | 0                  | SI          | 0           | 0           | 26     | 0      |
| 2001-2002             | Lecce                 | A                     | 18         | 3          | CI              | 2               | 0               | -                  | -                  | -                  | -           | -           | -           | 20     | 3      |
| 2002-gen. 2003        | Reggina               | A                     | 10         | 0          | CI              | 3               | 1               | -                  | -                  | -                  | -           | -           | -           | 13     | 1      |
| gen.-giu. 2003        | Lecce                 | B                     | 14         | 1          | CI              | -               | -               | -                  | -                  | -                  | -           | -           | -           | 14     | 1      |
| Totale Lecce          | Totale Lecce          | Totale Lecce          | 32         | 4          |                 | 2               | 0               |                    | -                  | -                  |             | -           | -           | 34     | 4      |
| 2003-2004             | Siena                 | A                     | 23         | 0          | CI              | 2               | 0               | -                  | -                  | -                  | -           | -           | -           | 25     | 0      |
| 2004-2005             | Siena                 | A                     | 31         | 0          | CI              | 3               | 1               | -                  | -                  | -                  | -           | -           | -           | 34     | 1      |
| Totale Siena          | Totale Siena          | Totale Siena          | 54         | 0          |                 | 5               | 1               |                    | -                  | -                  |             | -           | -           | 59     | 1      |
| 2005-2006             | AEK Atene             | AE                    | 24         | 2          | CG              | 2               | 1               | CU                 | 2                  | 0                  | -           | -           | -           | 28     | 3      |
| 2006-2007             | AEK Atene             | SL                    | 26         | 1          | CG              | 0               | 0               | UCL+CU             | 8+2                | 1+0                | -           | -           | -           | 36     | 2      |
| 2007-gen. 2008        | Levante               | PD                    | 16         | 0          | CR              | 2               | 0               | -                  | -                  | -                  | -           | -           | -           | 18     | 0      |
| gen.-giu. 2008        | Reggina               | A                     | 18         | 0          | CI              | 0               | 0               | -                  | -                  | -                  | -           | -           | -           | 18     | 0      |
| 2008-2009             | Reggina               | A                     | 32         | 0          | CI              | 0               | 0               | -                  | -                  | -                  | -           | -           | -           | 32     | 0      |
| 2009-2010             | PAOK                  | SL                    | 19+6       | 1+1        | CG              | 0               | 0               | UEL                | 4                  | 0                  | -           | -           | -           | 29     | 2      |
| 2010-2011             | PAOK                  | SL                    | 21+4       | 1          | CG              | 5               | 0               | UCL+UEL            | 2+7                | 0                  | -           | -           | -           | 39     | 1      |
| 2011-2012             | PAOK                  | SL                    | 18+5       | 1          | CG              | 2               | 0               | UEL                | 10                 | 0                  | -           | -           | -           | 35     | 1      |
| Totale PAOK Salonicco | Totale PAOK Salonicco | Totale PAOK Salonicco | 58+15      | 3+1        |                 | 7               | 0               |                    | 23                 | 0                  |             | -           | -           | 103    | 4      |
| 2012-gen. 2013        | Alkī Larnaca          | AK                    | 7          | 0          | CC              | 0               | 0               | -                  | -                  | -                  | -           | -           | -           | 7      | 0      |
| gen.-giu. 2013        | Metz                  | CN                    | 15         | 0          | CF+CdL          | -               | -               | -                  | -                  | -                  | -           | -           | -           | 15     | 0      |
| 2013-2014             | AEK Atene             | FL2                   | 11         | 0          | CG              | 2               | 0               | -                  | -                  | -                  | -           | -           | -           | 13     | 0      |
| Totale AEK Atene      | Totale AEK Atene      | Totale AEK Atene      | 61         | 3          |                 | 4               | 1               |                    | 12                 | 1                  |             | -           | -           | 77     | 5      |
| 2014                  | Pune City             | ISL                   | 14         | 0          | -               | -               | -               | -                  | -                  | -                  | -           | -           | -           | 14     | 0      |
| gen.-giu. 2015        | Reggina               | LP                    | 14+2       | 0          | CI+CI-LP        | -               | -               | -                  | -                  | -                  | -           | -           | -           | 16     | 0      |
| Totale Reggina        | Totale Reggina        | Totale Reggina        | 123+2      | 2          |                 | 9               | 1               |                    | -                  | -                  |             | -           | -           | 134    | 3      |
| Totale carriera       | Totale carriera       | Totale carriera       | 451+17     | 16+1       |                 | 31              | 3               |                    | 42                 | 1                  |             | 0           | 0           | 541    | 21     |

## Palmarès

### Club

#### Competizioni nazionali
- Campionato italiano Serie C1: 1

Reggina: 1994-1995
- Campionato Nazionale Dilettanti: 1

Tricase: 1996-1997
- Football League 2 (Grecia): 1

AEK Atene: 2013-2014 (Gruppo 6)

### Nazionale
- Campionato d'Europa Under-21: 1

Slovacchia 2000